# Adam Driver
Adam Driver (San Diego, Kalifornija, 19. studenog 1983.) je američki glumac.
Prvu zapaženu ulogu ostvario je kao Adam Sackler u HBO-ovoj televizijskoj seriji Girls (2012. – 2017.) za koju je tri puta za redom nominiran u kategoriji najboljeg sporednog glumca u humorističnoj seriji za prestižnu televizijsku nagradu Emmy. Glumački debi na Broadwayu ostvario je u predstavi Mrs. Warren's Profession iz 2010. godine. Godinu dana kasnije vratio se na Broadway u predstavi Man and Boy, a svoju prvu filmsku ulogu ostvario je u filmu J. Edgar.
Driver se u sporednim ulogama pojavio u nizu filmova koji uključuju Lincoln, Frances Ha, U glavi Llewyna Davisa i Tišina. Također je nastupio u filmovima Sve što vole mladi, za film Gladna srca osvojio je nagradu za najboljeg glumca na filmskom festivalu u Veneciji te brojne druge nagrade za svoj nastup u filmu Paterson redatelja Jima Jarmuscha. Driver je svjetsku slavu stekao ulogom glavnog antagonista Kylo Rena u novoj trilogiji serijala Ratovi zvijezda. On je također i osnivač neprofitne organizacije AITAF (Arts in the Armed Forces) koja izvodi predstave za sve grane vojske, na domaćem, ali i stranom tlu.

## Vanjske poveznice
- Adam Driver u internetskoj bazi filmova IMDb-u (engl.)